# Фридман, Эйтан
Эйтан Фридман (11 февраля 1953, Тель-Авив) — врач, один из ведущих израильских специалистов по медицинской генетике. Основатель и руководитель отделения онкогенетики в медицинском центре им. Хаима Шибы, штатный профессор кафедры внутренний болезней и кафедры генетики и биохимии Тель-Авивского университета. Исследует генетическую предрасположенность к развитию рака.

## Биография
Родился в Тель-Авиве. В 1971 г. был мобилизован в Армию обороны Израиля (ЦАХАЛ) и служил в рамках программы академического резерва (атуда). Окончил медицинскую школу Тель-Авивского университета в 1977 г.  В качестве военного врача принимал участие в боевых действиях и был тяжело ранен.
В 1982-1987 гг. прошёл специализацию по внутренним болезням в медицинском центре им. Хаима Шибы.
Специализировался в области молекулярной биологии в NIH (Национальных институтах здравоохранения США) с 1987 по 1992 г. Окончил аспирантуру в Каролинском институте в Стокгольме (Швеция). Имеет степень доктора наук (PhD) по молекулярной биологии.
В 1995 г. основал и возглавил отделение онкогенетики в медицинском центре им. Хаима Шибы (Израиль).
Является медицинским директором Центра медицинской генетики GNA Medical.
Председатель израильской ассоциации Bracha, цель которой – предоставить инструменты для борьбы с онкологическими заболеваниями, связанными с мутациями генов BRCA1 и BRCA2.
Один из ведущих участников Израильского консорциума рака груди, действующего при поддержке и финансировании Израильской ассоциацией по борьбе с раком.
Основатель клиники для женщин с повышенным риском развития рака молочной железы «Мейрав» в медицинском центре им. Хаима Шибы. Заведует клиникой «Неот – рак груди и яичников» в г. Раанане при больничной кассе «Маккаби», работает врачом-генетиком в этой клинике.

## Научные заслуги
В 1988 г. опубликовал статью, в которой объяснил механизм возникновения дефицита натрия в крови у пожилых женщин в результате приема препаратов для снижения давления.
В 1989 г. появилась новаторская статья профессора Фридмана, в которой было показано, что опухоли, связанные с развитием синдрома множественных эндокринных неоплазий I типа (МЭН-1), возникают в одной клетке, а не в нескольких.
В 2015 г. руководил генетическим исследованием, результаты которого подтвердили, что существует особый друзский геном, который сохраняется с XI века.
Профессор Фридман внедрил новаторскую технологию для обнаружения мутаций в генах BRCA1 и BRCA2, ответственных за предрасположенность к развитию рака молочной железы и рака яичников. Основал в Израиле центр наблюдения и профилактического лечения женщин – бессимптомных носительниц этих генетических мутаций.

## Работа в СМИ
Вел рубрику «Приемный покой» в израильской развлекательной передаче «Зеу зе!».
Был ведущим различных передач о здоровье на 2-м и 10-м каналах израильского телевидения.
С 2011 г. ведет рубрику в передаче «Мир сегодня утром» на 2-м израильском канале.
В 2015 г. был ведущим передачи «Здоровый образ жизни» на 10-м канале израильского телевидения.

## Личная жизнь
Разведён, отец 2 дочерей.
Является первым израильтянином, самостоятельно переплывшим Ла-Манш.

## Литературная деятельность
Написал три книги для детей:
1. Йонит и секреты ДНК. Yesod, 2007.
2. Трудный Таль. Yesod, 2007.
3. Саги и лыжная авария. Yesod, 2007